# Спайви, Билл
Уильям «Билл» Спайви (англ. William "Bill" Spivey; 19 марта 1929, Лейкленд, Флорида, США — 8 мая 1995, Квепос, Пунтаренас, Коста-Рика) — американский профессиональный баскетболист. Спайви играл на позиции центрового и выступал за университетскую команду «Кентукки Уайлдкэтс» с 1949 по 1951 год. Во время выступления за «Уайлдкэтс» он в 1951 году завоевал титул чемпиона NCAA и был назван самым выдающимся игроком турнира. В том же году разразился скандал с подтасовкой результатов матчей, где фигурировало и имя Спайви, из-за чего он был вынужден уйти из университетской команды.
После того, как Спайви дал показания перед жюри присяжных в Нью-Йорке, он был обвинён во лжесвидетельстве, и в 1953 году — судим. Хотя все обвинения с него были сняты, ему было запрещено выступать в Национальной баскетбольной ассоциации (НБА). Спайви выступал в различных низших спортивных лигах страны, где в 10 сезонах в Восточной баскетбольной лиги (ВБЛ), его команда трижды выигрывала чемпионский титул. В 1968 году Спайви завершил игровую карьеру и стал предпринимателем.

## Ранние годы
Билл Спайви родился в Лейкленде (штат Флорида), а в 1944 году вместе с семьёй переехал в Коламбус (штат Джорджия). До переезда Билл был обычного роста, однако в возрасте 15 лет он начал быстро расти, и вскоре его рост уже составлял 206 см. В Коламбусе он начал выступать за школьную баскетбольную команду, где уже в первой половине своей дебютной игры набрал 18 очков. В следующем году Спайви переехал в Уорнер-Робинс (штат Джорджия). В его новой школе не было баскетбольной команды, но после того, как директор увидел Билла, он организовал её. Из-за того, что ни одна пара школьной обуви не подходила баскетболисту по размеру, он был вынужден два месяца играть без обуви, надевая вместо неё три пары носков. За три года выступления в школьных командах он набрал более 1800 очков.

## Университетская карьера

### Выбор университета
В 1948 году по меньшей мере четыре университета предложили Спайви баскетбольную стипендию. Одним из них был университет Кентукки. Руководство университета впервые узнало о Спайви от журналиста Эрла Кокса, работавшего в одной из газет Джорджии. Кокс позвонил Фрэду Ваксу, которого считал «одним из наиболее влиятельных людей в Лексингтоне» и обратил его внимание на Билла. После этого Вакс посоветовал баскетбольному тренеру университета Адольфу Раппу присмотреться к молодому игроку. Рапп послал одного из скаутов посмотреть, как играет Спайви и после того, как получил положительный отзыв, пригласил Билла принять участие в тренировочном лагере в «Alumni Gymnasium», где тот мог бы потренироваться с сильнейшими выпускниками школ. Спайви стал одним из двух игроков, которые в первый же день лагеря получили спортивную стипендию.

### 1948—1950
Несмотря на то, что Рапп предложил 213 сантиметровому центровому спортивную стипендию, он был обеспокоен его весом, который в то время составлял 72-75 кг. Рапп сразу сказал Спайви, что тот будет играть за команду только после того, как наберет ещё 18 кг. За лето 1948 года Биллу удалось справиться с поставленной задачей и к старту сезона его вес составлял 91 кг. В то время первогодкам не разрешалось выступать за основные студенческие команды, поэтому свой первый год в Кентукки он провёл в команде-новичков. Старшая же команда университета смогла завоевать чемпионский титул NCAA второй год подряд. Две команды университета часто играли между собой и один из игроков старшей команды, Ральф Бирд, отмечал, что Спайви переигрывал основного центрового «Уайлдкэтс» Алекса Грозу. Олимпийская команда США, в составе которой было 6 игроков из университета Кентукки, тренировалась в Лексингтоне и Спайви часто участвовал в этих тренировках, играя с такими игроками как Алекс Гроза, Винс Борила и Боб Кёрланд. Он также участвовал в играх против других команд новичков. В 15 играх он в среднем за игру набирал 20 очков, а в игре против университета Ксавье набрал 31 очко.
К началу сезона 1949/50 «Уайлдкэтс» потеряли несколько своих ведущих игроков, включая Бирда и Грозу, которые выставили свои кандидатуры на драфт НБА. Таким образом, Рапп сделал ставку на Спайви и новая команда превзошла все ожидания. 18 февраля 1950 года в игре против Технологического университета Джорджии, которую «Уайлдкэтс» выиграли со счётом 97-62, Спайви набрал 40 очков, установив рекорд команды, превзойдя на два очка достижение Алекса Грозы. Впоследствии этот рекорд был побит, однако 42 % реализация бросков до сих пор не побита. 5 марта Спайви повторил другой рекорд Грозы, набрав 37 очков в финальной игре Юго-Восточной конференции, в которой «Уайлдкэтс» одержали победу над Теннесси 94-58 и в седьмой раз подряд стали чемпионами конференции. Его команда закончила регулярный сезон с показателем 25-4, а Спайви в среднем за игру набирал 19,4 очка. Несмотря на такой результат и то, что «Уайлдкэтс» стали чемпионами Юго-Восточной конференции, комитет NCAA не выбрал их для участия в финальном турнире 1950 года. Вместо этого университет Кентукки принял участие в Национальном гостевом турнире, где в четвертьфинале проиграл Сити-колледжу из Нью-Йорка 89-50. В этой игре Спайви был вынужден покинуть площадку за 9 минут до конца матча из-за перебора персональных фолов. За свои достижения в сезоне он был выбран в символическую сборную всех звёзд Юго-Восточной конференции.

### 1950—1951
13 февраля 1951 года Спайви установил ещё один рекорд среди студентов, сделав в одной игре 31 подбор. В 1955 году Боб Барроу повторил это достижение и на 2011 год эти два баскетболиста являются сообладателями данного рекорда. В сезоне Спайви опять в среднем за игру набирал 19 очков и делал 17,2 подбора. За сезон он набрал 479 очков — рекордное количество для Юго-восточной конференции и третий показатель в лиге на тот момент. Его команда «Уайлдкэтс» завершила сезон с показателем 28-2 и вышла в финал как лучшая команда страны. В финальном турнире команда дошла до Финала четырёх, где в полуфинале, в игре против Иллинойсского университета, Спайви набрал 28 очков и сделал 16 подборов. В финале NCAA «Уайлдкэтс» встретились с университетом штата Канзас. Несмотря на слабый старт, во второй половине игры «Уайлдкэтс» вырвались вперёд и одержали победу со счётом 68-58. Спайви опять стал лидером команды, набрав 22 очка и сделав 21 подбор. После игры Рапп сказал: «Спайви сильно изменился после того как стал работать». За свои достижения в Финале четырёх Билл был назван самым выдающимся игроком, а по итогам сезона был включён в символическую всеамериканскую сборную 1951 года и в сборную Юго-восточной конференции.

## Вовлечение в букмекерский скандал
В 1951 году в американском студенческом баскетболе разразился скандал, когда выяснилось, что некоторые игроки Сити-колледжа были связаны с букмекерами и влияли на окончательный счёт поединков таким образом, чтобы их команда проигрывала с определённым разрывом. Согласно прокурору округа Манхэттен Фрэнку Хогану, 32 баскетболиста были вовлечены в подтасовку результатов, которые повлияли на исход 86 матчей. В их число также входили бывшие игроки Кентукки Дэйл Барнстэйбл, Бирд и Гроза, которые обвинялись во влиянии на окончательный результат в играх Национального гостевого турнира 1949 года. Из-за травмы запястья Спайви пропустил начало сезона 1951/52 и только к декабрю смог оправиться от травмы. Однако из-за того, что появились слухи об его причастии к букмекерским махинациям, он попросил руководство университета отстранить его от выступлений за баскетбольную команду, пока его не оправдают. Сами же слухи он называл «ложными и вредоносными».
16 февраля 1952 года Спайви дал показания перед большим жюри в Нью-Йорке. Вскоре после того, как Спайви появился в суде, 2 марта руководство университета временно отстранило его от участия в играх, утверждая, что есть доказательства его влияния на счёт в нескольких играх во время турнира Sugar Bowl 1950 года. В то же время букмекер Джек Уэст был обвинён, а впоследствии и признан виновным, в даче взятки двум игрокам «Уайлдкэтс» — Спайви и Уолту Хиршу, которые должны были подкорректировать окончательный результат в одной из игр турнира. В своих свидетельских показаниях на суде Спайви отрицал, что получил 1000 долларов за то, чтобы подтасовал счёт в играх с декабря 1950 года по январь 1951 года, а также отрицал, что вообще вел переговоры об этом с букмекерами. В апреле ему были предъявлены обвинения в лжесвидетельстве под присягой во время дачи показаний перед большим жюри. Утверждалось, что он сделал это в семи случаях.

### Суд
9 июня Спайви был арестован, а позже отпущен до начала суда, который начался в январе 1953 года. На суде Хирш засвидетельствовал, что Спайви попросил его о вступлении в группу игроков, которые подтасовывали результаты. Однако эти показания противоречили тем, что Хирш давал до этого, в которых не было ничего про участие Спайви. Хирш также говорил, что Спайви и Уэст никогда не встречались. Уэст отказался от дачи показаний, что привело к возбуждению уголовного дела против него. Спайви опять отрицал, что был вовлечён в махинации, заявив, что он дважды отказывался от предложений букмекера по имени Джордж. Со стороны защиты выступило два эксперта: бывший комиссионер МЛБ и баскетбольный тренер Альберт Чендлер и Клемент Келли, которые охарактеризовали Спайви с положительной стороны и отметили, что в игре, в которой он якобы влиял на результат, Билл играл лучше, чем любой другой на площадке. Суд длился 13 дней, после чего присяжные были готовы огласить свой вердикт. Большинство присяжных (9 против 3) высказались за оправдание Спайви. Так как присяжные не смогли достичь единогласного решения, судья снял все обвинения с него.

## Профессиональная карьера
Хотя Спайви не был признан виновным, дорога в НБА для него оказалась закрытой. Комиссар НБА Морис Подолоф наложил пожизненный запрет на него и ещё 31 игрока, фигурировавших в скандале. В результате этого запрета, в 1960 году Спайви подал судебный иск на НБА и Подолофа, требуя возместить причинённый ему этим запретом ущерб в размере 800 000 долларов. В итоге Спайви получил 10 000 долларов в качестве договорённости между двумя сторонами. Будущий тренер Кентукки так отзывался о Спайви: «большинство людей считало, что если бы Спайви дали возможность играть в НБА, то он бы стал одним из пяти лучших центровых всех времён». Вместо этого Спайви был вынужден был провести свою профессиональную карьеру в различных низших лигах и в командах, не имеющих постоянной домашней арены.
В октябре 1952 года Спайви отыграл два матча в Американской баскетбольной лиге за клуб «Эльмира Колонелс», набрав в играх 21 и 32 очка соответственно. В этом же сезоне он стал членом региональной команды «Детройт Вагабондс». Последующие три сезона он провёл с тремя разными командами: «Бостон Уайлвиндс», «Хаус оф Давид» и «Вашингтон Дженералс». В одной из игр за «Уайлвиндс» Спайви подрался с игроком «Глобтроттерс» Бобби Холлом. В сезонах 1955/56 и 1956/57 он играл за ещё одну региональную команду — «Нью-Йорк Олимпианс», которая позже была переименована в «Кентукки Колонелс».
Начиная с сезона 1957/58 Спайви провёл 10 из 12 сезонов в Восточной баскетбольной лиге (ВБЛ). Первые два сезона в ВБЛ Билл выступал за клуб «Уилкс-Барре Баронс», который он привёл к двум подряд чемпионским титулам. 20 апреля 1958 года в финальной игре против клуба «Истон Мэдисон» он набрал 62 очка, установив рекорд игр плей-офф лиги . В сезоне 1958/59 Спайви стал первым игроком в истории ВБЛ, которому удалось набрать 1000 очков за сезон. В сезоне 1959/60 Билл перешёл в «Балтимор Буллетс», за который выступал в течение последующих двух сезонов. В своём дебютном сезоне за новую команду он в среднем за игру набирал по 36,3 очка, что стало лучшим показателем в его карьере. В 1960 году Спайви участвовал в показательной игре, проходившей в Милфорде (штат Коннектикут), где его соперником был центровой Уилт Чемберлен. В матче Билл набрал 30 очков и сделал 23 подбора, практически столько же, сколько и легендарный игрок НБА Чемберлен — 31 очко и 27 подборов. В сезоне 1960/61 «Буллетс» выиграли чемпионский титул ВБЛ, после чего Спайви провёл два сезона в клубах Американской баскетбольной лиге «Лос-Анджелес Джетс» и «Лонг-Бич-Гавайи Чифс» .
В 1963 году Спайви вернулся в ВБЛ, подписав контракт со «Скрэнтон Майнерс», где провёл последующие пять сезонов. Лучшим в плане результативности в «Майнерс» для него стал сезон 1964/65, когда он в среднем за игру набирал 27 очков. В сезоне 1967/68, последнем профессиональном для Спайви сезоне, он вернулся в «Баронс», где его зарплата составляла около 200 долларов за игру. В этом сезоне его средняя результативность составила 10,4 очка за игру. 11 февраля 1968 года прошла последняя игра в его профессиональной карьере. Воспользовавшись лазейкой в правилах НБА он участвовал в выставочном матче в Балтиморе, который проходил перед игрой «Буллетс» — «Сан-Диего Рокетс», где также участвовали бывшие игроки «Балтимор Буллетс». В игре Спайви набрал 12 очков и стал лидером по результативности среди всех игроков на площадке, однако его команда проиграла с разницей в одно очко. На следующий день он объявил о завершении своей профессиональной карьеры, сказав: «Это действительно важно для меня, закончить карьеру в игре, такой как эта». К концу карьеры физическое состояние Спайви сильно ухудшилось. Его одноклубник по Кентукки, Лу Циропулос, говорил: «Он был полностью недееспособным. Он едва мог ходить».

## После завершения игровой карьеры
После завершения профессиональной карьеры баскетболиста, Спайви занялся предпринимательской деятельностью и переехал обратно в Кентукки. В основном он занимался продажей строительных материалов и страховым бизнесом, а также торговлей недвижимостью и некоторое время был владельцем нескольких ресторанов. Какое-то время он занимал должность заместителя комиссара штата по страхованию. В 1983 году принял участие в праймериз на должность вице-губернатора штата Кентукки от демократической партии, где занял последнее седьмое место.
Последний раз Спайви участвовал в общественных мероприятиях в 1991 году, когда появился в Лексингтоне на воссоединении команды «Кентукки Уайлдкэтс» образца 1951 года. Журналист Грег Доел отметил, что «он был затворником» в то время. Согласно его жене, Одри Спайви, «он так никогда и не свыкся с этим [его обвинением в университетском баскетбольном скандале 1951 года]. Билл не мог позволить этому уйти. Он был просто опустошён». Во время проживания в Дейтона-Бич (штат Флорида) он попал в автомобильную аварию, в которой усугубил травму нижней части спины. Сын Спайви, Кэштон, сказал: «Он так никогда полностью не восстановился. Травма повлияла на его осанку, и он испытывал хронические боли». После аварийной операции, доктора не вытащили небольшой кусочек, отколовшийся от медицинского оборудования, из нижней части спины. Только через некоторое время, на рентгеновском снимке этот осколок был обнаружен. Спайви подал иск на больницу и ему была выплачена небольшая денежная компенсация.
В 1993 году Спайви с несколькими друзьями поехал на отдых в Коста-Рику, в которую сразу же влюбился. Вернувшись домой, он начал брать уроки испанского языка и уже через шесть месяцев переехал в Квеспос — небольшой городок на берегу Тихого океана. Его жена, Одри, не поехала в Коста-Рику вместе с ним, хотя официально пара так и не развелась. Его сын дважды навещал там отца. 8 мая 1995 года Билл Спайви был найден мёртвым. Он умер в возрасте 66 лет по естественным причинам. Через две недели в Лексингтоне состоялась 30-минутная похоронная церемония на которой присутствовало около 60 человек. Посмертно Спайви получил две значительные награды: в январе 2000 года его номер 77 был посмертно закреплен за ним в университете Кентукки, а в сентябре 2004 года баскетболист был включён в зал спортивной Славы Кентукки.